# Томас Калабро
Томас Ф. Калабро (англ. Thomas F. Calabro, нар. 3 лютого 1959, Бруклін, Нью-Йорк) — американський актор і режисер.

## Життєпис
Томас закінчив Фордхемський університет у Нью-Йорку.
Почав свою акторську кар'єру в театрі в Нью-Йорку з різних ролей. Його першою роллю була роль Оберона у «Сні літньої ночі» Вільяма Шекспіра.
У 1990 році Калабро став членом Actors Studio та Circle Repertory Company разом із колегою-актором Дензелом Вашингтоном.
Найуспішнішою роллю Калабро була роль доктора Майкла Мансіні в серіалі «Мелроуз Плейс». Він був єдиним актором, який залишався в серіалі протягом усього періоду його виходу на екрани з 1992 по 1999 рік. Після «Мелроуз-Плейс» Калабро неодноразово грав у серіалах «Без сліду» та «Зворушений ангелом» CBS, а також у «Ніп/Тук» F/X.
Томас неодноразово зіграв роль батька Ребекки Логан, колишнього сенатора Кена Логана, у грецькій програмі ABC Family.
У квітні 2009 року журнал People оголосив, що Калабро зіграє головну роль у серіалі 2009 року «Melrose Place», продовженні оригінального серіалу, який буде транслюватися на CW. Він також з'явився в серіалі «Locker 13» у 2009 році.
В 2011 році Калабро зіграв гостьову роль в одному із епізодів «Касл», виконавши роль Скотта Доннера, чоловіка, якого підозрюють у вбивстві.

## Особисте життя
У актора є троє дітей від колишньої дружини Елізабет Прайор. 

## Фільмографія
| Рік      | Назва                             | Роль                   | Примітки |
| -------- | --------------------------------- | ---------------------- | -------- |
| 1984 рік | Винищувач 2                       | Ларрі                  |          |
| 1996 рік | Зрада друга                       | Пол Хьюітт             |          |
| 1997 рік | Люди мафії                        | Нікі "Черевики" П'яцца |          |
| 1997 рік | Дияволи всередині                 | Тоні Марконі           |          |
| 2001 рік | Італійські краватки               | Філі                   |          |
| 2007 рік | Охолодити                         | Сем                    |          |
| 2007 рік | Торт: Весільна історія            | Бернард                |          |
| 2008 рік | Безпечний будинок                 | Чарльз Йорк            |          |
| 2009 рік | Падіння Гіперіона                 | Джон Брайтон           |          |
| 2010 рік | Затримання                        | Тренер Л               |          |
| 2010 рік | Elle: сучасна казка про Попелюшку | Аллен                  |          |
| 2014 рік | Шафа 13                           | Харві                  |          |
| 2014 рік | Перукарня                         | Томас Маккормак        |          |
| 2015 рік | Людина в 3B                       | Сем                    |          |
| 2020 рік | Американський зомбіленд           | Мер Сайкс              |          |

| Рік       | Назва                            | Роль                 | Примітки                    |
| --------- | -------------------------------- | -------------------- | --------------------------- |
| 1985      | Out of the Darkness              | Zigo's Nephew        | Кіно                        |
| 1988      | Ladykillers                      | Cavanaugh            | Кіно                        |
| 1989      | Dream Street                     | Joey Coltrera        | Series regular 6 епізодів   |
| 1990      | Bride of Violence                | Nearco               | Кіно                        |
| 1990      | Father Dowling Mysteries         | Sean                 | 1 епізод                    |
| 1990      | Закон і порядок                  | Ned Loomis           | 1 епізод                    |
| 1992      | Коломбо                          | Detective Andy Parma | 1 епізод                    |
| 1992−1999 | Район Мелроуз                    | Dr. Michael Mancini  | Series regular 219 епізодів |
| 1995      | Sleep, Baby, Sleep               | Detective Martinson  | Кіно                        |
| 1995      | Burke's Law                      | Nick Blackwood       | 1 епізод                    |
| 1995      | Stolen Innocence                 | Richard Brown        | Кіно                        |
| 1996      | Ned &amp; Stacey                 | Don Morelli          | 1 епізод                    |
| 1994      | Mad TV                           | Host                 | 1 епізод                    |
| 1997      | L.A. Johns                       | David Abrams         | Кіно                        |
| 2000      | Ice Angel                        | Ray Rossovich        | Кіно                        |
| 2000      | Best Actress                     | Ted Gavin            | Кіно                        |
| 2000      | Нашестя тарганів                 | Dr. Ben Cahill       | Кіно                        |
| 2001      | Touched by an Angel              | Ben Mason            | 1 епізод                    |
| 2001      | Hard Knox                        | Steve Hardman        | Кіно                        |
| 2004      | Самотній Санта шукає місіс Клаус | Andrew               | Кіно                        |
| 2004      | Her Perfect Spouse               | Matt Thompson        | Кіно                        |
| 2005      | Частини тіла                     | Dr. Abrams           | 1 епізод                    |
| 2006      | Мертва справа                    | ADA William Danner   | 1 епізод                    |
| 2007      | Til Lies Do Us Part              | Trey Mitchell        | Кіно                        |
| 2007      | Ice Spiders                      | Captain Baker        | Кіно                        |
| 2008      | Fall of Hyperion                 | John Brighton        | Кіно                        |
| 2008−2009 | Greek                            | Senator Ken Logan    | 2 епізоди                   |
| 2009      | Fall of Hyperion                 | John Brighton        | Кіно                        |
| 2009      | Без сліду                        | Ken Gilroy           | 1 епізод                    |
| 2009−2010 | Melrose Place                    | Dr. Michael Mancini  | 9 епізодів                  |
| 2010      | CSI: NY                          | Charles Harris       | 1 епізод                    |
| 2010      | Whacked                          | Angelo               | 1 епізод                    |
| 2011      | Касл                             | Scott Donner         | 1 епізод                    |
| 2011      | ncis: Полювання на вбивць        | Len Feeney           | 1 епізод                    |
| 2012      | Хор                              | Mr. Puckerman        | 1 епізод                    |
| 2013      | Hidden Away                      | Sloan                | Кіно                        |
| 2016      | Love in the Vineyard             | Randall Slade        | Кіно                        |
| 2018      | Останній корабель                | General Don Kincaid  | 7 епізодів                  |